# 590269 Steinberger
590269 Steinberger este o planetă minoră (asteroid) din centura de asteroizi. A fost descoperită pe 27 septembrie 2011 la Piszkéstetői Obszervatórium⁠(d) de . 
Obiectul prezintă o orbită caracterizată de o semiaxă mare de 2,8452397375808 UAi, o excentricitate de 0,12067627133851, o înclinație de 13,101537853603 ° în raport cu ecliptica.